# Anna Jabłonowska
Pour les articles homonymes, voir Sapieha.
Ne doit pas être confondu avec Anna Zofia Sapieha.
Anna Jabłonowska (née le 22 juin 1728 à Wołpa (pl) morte le 7 février 1800 à Ostróg) est une princesse de la puissante famille Sapieha, épouse de Jan Kajetan Jabłonowski (pl). Elle est également femme savante, économiste, collectionneuse et mécène de la science et de l'art.

## Biographie
Anna Paulina Jabłonowska est la fille de Kazimierz Leon Sapieha et de Karolina Teresa Radziwiłł.